# Viktor Spasov
Viktor Spasov (en russe : Виктор Спасов, Viktor Spassov), né le 19 juillet 1959 à Donetsk et mort le 15 août 2005 à Kiev, est un athlète soviétique, de nationalité ukrainienne, spécialiste du saut à la perche.

## Biographie
Concourant sous les couleurs de l'Union soviétique, il remporte en 1977 les Championnats d'Europe juniors avec un saut à 5,30 m.
En 1982, Viktor Spasov s'adjuge la médaille d'or des Championnats d'Europe en salle de Turin en franchissant une barre à 5,70 m. Il devance son compatriote Konstantin Volkov et le polonais Władysław Kozakiewicz.

### Palmarès
| Date | Compétition                    | Lieu    | Résultat | Marque |
| ---- | ------------------------------ | ------- | -------- | ------ |
| 1977 | Championnats d'Europe juniors  | Donetsk | 1er      | 5,30 m |
| 1982 | Championnats d'Europe en salle | Turin   | 1er      | 5,70 m |
| 1987 | Universiade                    | Zagreb  | 1er      | 5,65 m |

### Records
| Épreuve          | Épreuve   | Performance | Lieu    | Date        |
| ---------------- | --------- | ----------- | ------- | ----------- |
| Saut à la perche | Plein air | 5,65 m      | Donetsk | 19 mai 1982 |
| Saut à la perche | Salle     | 5,70 m      | Turin   | 7 mars 1982 |